# Mylène Farmer
Mylène Farmer (Pierrefonds kraj Montreala, 12. rujna 1961.), francuska pjevačica.

## Životopis
Počela je kao kazališna glumica u malim predstavama, karijeru je nastavila kao manekenka, dok početkom 1980-ih nije upoznala Laurenta Boutonnata, koji je do danas ostao njezin najbliži suradnik. Već je njezina prva pjesma »Maman a tort« 1984. došla na francuski Top-50, a dvije godine poslije izdala je prvi album Cendres de lune. Nakon 3. albuma snima svoj prvi film Giorgino koji je doživio debakl. Do danas je jedina francuska pjevačica koja je četiri godine zaredom osvajala NRJ Music Awards za najbolju pjevačicu, a u diskografiji slovi kao najuspješnija francuska pjevačica svih vremena.  

## Vanjske poveznice
|  | Zajednički poslužitelj ima još gradiva o temi Mylène Farmer |